# Estação Grosvenor-Strathmore
Grosvenor–Strathmore é uma estação da Linha Vermelha do Metro de Washington, localizada no Condado de Montgomery, Maryland.

## História
Grosvenor–Strathmore entrou em operação em 25 de julho de 1984.
Grosvenor Lane esta localizada na fazenda de Gilbert Hovey Grosvenor (1875–1966), o pai de fotojornalismo e o primeiro editor de tempo integral da National Geographic de 1899 a 1954.
A abertura da estação coincidiu com a conclusão de 10,9 km da linha de trem a noroeste da estação Van Ness-UDC e a abertura das estações Bethesda, Friendship Heights, Medical Center e Tenleytown.  Ela permaneceu como estação terminal ocidental da Linha Vermelha até a extensão dessa linha para Shady Grove. Os trens da Silver Spring fazam sua parada final nesta estação durante os horários de pico até dezembro de 2018.

## Facilidades
A estação conta com uma plataforma em forma de ilha, por onde passam duas linhas.
O estacionamento de veículos dispõe de 1.796 vagas.
Estão disponíveis lugares para guarda de bicicletas.

## Arredores e pontos de interesse
- Georgetown Preparatory School
- Avalon at Grosvenor Station
- Kensington Parkwood Elementary School
- Fleming Park
- Garrett Park Elementary School